# إيرل جونز (كرة سلة)
إيرل جونز (بالإنجليزية: Earl Jones) مواليد 13 يناير 1961 في أوك هيل، هو لاعب كرة سلة أمريكي سابق وحمل الرقم 1 و31. يبلغ طوله 7 قدم 0 بوصة (2.1 م).

## فرق لعب لها
- لوس أنجلوس ليكرز
- ميلووكي باكز

## الميداليات
| الميدالية | المسابقة                         |
| --------- | -------------------------------- |
| فضية      | بطولة كأس العالم لكرة السلة 1982 |

## روابط خارجية
- إيرل جونز على موقع الاتحاد الدولي لكرة السلة (الإنجليزية)
- إيرل جونز على موقع إن بي أي (الإنجليزية)
- إيرل جونز على موقع سبورتس رفرنس (الإنجليزية)
- إيرل جونز على موقع الدوري الإسباني لكرة السلة (الإسبانية)
- إيرل جونز على موقع ريلجم (الإنجليزية)
- إيرل جونز على موقع بروبوليرز (الإنجليزية)
- إيرل جونز على موقع سبورتس رفرنس (الإنجليزية)